# Дедюлины
Дедюлины — древний русский дворянский род.
Род внесён в VI часть Дворянской родословной книги Ярославской и Санкт-Петербургской губерний.

## История рода
Никифор Дедюлин служил в детях боярских (1537). Думный дворянин Иван Васильевич Дедюлин обоянский наместник, пожалован вотчинами (1561). Наум-Богдан Степанович вёрстан новичным окладом по Романову (1596), у него брат Кирилл-Кряк, потомство обоих внесено в родословную книгу Ярославской губернии.
Представители рода служило в городовых дворянах по Романову, стремянными конюхами, подключниками.

## Описание герба
Щит разделён диагональною чертою с левого верхнего угла на два поля голубое и золотое, в коих изображены: в верхней части золотой крест, в нижней голубая лилия, и на черте две лилии переменных с полями цветов.
Щит увенчан обыкновенным дворянским шлемом с дворянскою на нём короною и тремя страусовыми перьями. Намёт на щите голубой, подложенный золотом. Герб рода Дедюлиных внесён в VI часть Общего гербовника дворянских родов Всероссийской империи, стр. 27.

## Известные представители
- Иван Васильевич Дедюлин (1722 — после 1788) — премьер-майор, ярославский почтмейстер.
  - Яков Иванович Дедюдин (1772—1836) — генерал-майор Русской императорской армии, участник наполеоновских войн.
    - Александр Яковлевич Дедюлин (1820—1891) — генерал-лейтенант Русской императорской армии.
      - Николай Александрович Дедюлин (1848—1912) — судебный деятель, сенатор, первоприсутствующий в департаменте герольдии.
      - Владимир Александрович Дедюлин (1858—1913) — генерал от кавалерии, генерал-адъютант, Петербургский градоначальник, дворцовый комендант, покровитель монархического движения.
      - Владимир Николаевич Дедюлин (1894—1915) — подпоручик Лейб-Гвардии Преображенского полка, герой Первой мировой войны, Георгиевский кавалер.

    - Владимир Яковлевич Дедюлин (1821—1877) — майор
      - Михаил Владимирович Дедюлин (1864—1915) — генерал-майор (посмертно), командир Тамбовского полка